# Dryptodon torquatus
Dryptodon torquatus là một loài Rêu trong họ Grimmiaceae. Loài này được (Drumm.) Brid. mô tả khoa học đầu tiên năm 1827.